# Герчиков, Владимир Ермиевич
Герчиков, Владимир Ермиевич (род. 9 октября 1943, Хабаровск) — советский и российский режиссёр, сценарист и продюсер. Член Академии российского телевидения и Российской Академии кинематографических искусств «Ника». Руководитель студии «Телемост» (с 1993), лауреат государственной премии Российской Федерации за 2001 год в области киноискусства за телевизионный многосерийный документальный фильм «Кучугуры и окрестности», заслуженный деятель искусств РФ (2004).

## Биография
В 1968 окончил факультет журналистики Ленинградского государственного университета. С 1968 по 1981 работал на Воронежском телевидении. С 1981 по 1983 работал на Саратовском телевидении (на «Телефильме»).
С 1987 года — член Союза кинематографистов СССР. В 1990—1998 — член Правления Союза кинематографистов России.
С 2005 по 2012 год — президент (директор) гильдии неигрового кино и телевидения.
В 2010 году подписал открытое письмо против уголовного преследования организаторов выставки «Запретное искусство — 2006».

## Фильмография
- 2021 — «Школа как предчувствие»[3]
- 2020 — «Каманча и благодать» (о следж-хоккеисте Владимире Каманцеве)[4]
- 2018 — «Показания свидетеля» (о поездке писателя Михаила Пришвина на Беломорканал[5])
- 2012 — «Цвет кристалла»[6] (об учёном Артёме Оганове[7])
- 2011 — «Открытие», «Дом в Карауле»
- 2010 — «Читая «Чевенгур»[8], «Облака»
- 2008 — «Тот самый Урюпинск», «Умозаключение»[9] (о профессоре Александре Аузане)
- 2006 – «Мой герой»
- 2005 – «Вэлла», «Наказание и преступление», «Реакция»
- 2004 – «Дни нашей жизни», «Козлик и миля»
- 2003 — «История деревенского сторожа»
- 2002 — «Чистые пруды»
- 2000 — «Я чувствую себя молодым», «Семь шагов по большой воде», «Путешествие в декабре»
- 1994—2000 — «Кучугуры и окрестности»
- 1999 — «Путь победителей»
- 1995 — «Фабрикант из Ельца»
- 1992 — «Берег реки»
- 1991 — «И услышу Вас...»

## Награды
- 2018 — Приз кинофестиваля «Сталкер» лучшему неигровому фильму — «Показания свидетеля»[10].
- 2011 — Приз XVII Российского фестиваля «Литература и кино» в Гатчине[11]  — фильм «Читая «Чевенгур»
- 2002 — Государственная премия Российской Федерации за 2001 год в области киноискусства за телевизионный многосерийный документальный фильм «Кучугуры и окрестности»
- 1998 — Номинация на Национальную кинематографическую премию «НИКА» за 1997 год[12] — фильм «Зри в корень» из цикла «Кучугуры и окрестности»
- 1997 — Диплом жюри VIII Открытого фестиваля неигрового кино «Россия», Екатеринбург — фильм «Зри в корень» из цикла «Кучугуры и окрестности»
- 1996 — Премия ТЭФИ за 1996 год в номинации Лучшая программа, созданная на региональном ТВ[13] — цикл «Кучугуры и окрестности»
- 1970 — первая Всесоюзная премия за лучший телерепортаж